# Dynastie Sena
Pour les articles homonymes, voir Sena.
vers 1070 – 1230
Entités précédentes :
- Dynastie Pala

Entités suivantes :
- Ghorides
- Sultanat de Delhi

Les Sena (bengalî সেন Shen) sont une dynastie indienne hindouiste qui a régné sur le Bengale aux XIe et XIIe siècles. Originaire du sud de la région, elle a été fondée au milieu du XIe siècle par Hemantasena, à l'origine vassal de la dynastie Pala, qui prend le pouvoir et se déclare indépendant en 1095. Son successeur Vijayasena (v. 1096-1158) bâtit un empire sur les ruines de celui des Pala, empire qui contrôle le Bengale et le Nord du Bihar.
Avec l'arrivée des Sena, l'hindouisme patronné par les rois côtoie le bouddhisme jusqu'à fusionner : Bouddha devient un avatar de Vishnou. Le système des castes est revigoré sous Vallalasena. Le Bengale connait la paix sous son règne et celui de son successeur, Lakshmanasena, le dernier roi sena important. À sa cour de Nadiya, celui-ci favorise la littérature, notamment les poètes Jayadeva, Dhoyi et Shrîdharadâsa, le rédacteur du Saduktikarnâmrita.
En 1202, la capitale Nadiya est évacuée devant l'arrivée du général Bakhtiyar Khalji. Les Ghurides s'emparent de la partie ouest du Bengale en 1204. Lakshmanasena meurt peu après et ses successeurs règnent quelque temps encore sur la partie est du pays, mais le pouvoir politique passe aux mains des musulmans.

## Les rois Sena
- Hemanta Sena (en) (v. 1070)
- Vijaya Sena (en) (1096-1159)
- Vallala Sena (en) (1159 - 1179)
- Lakshmana Sena (1179 - 1206)
- Vishvarup Sena (en) (1206 - 1225)
- Keshab Sena (en) (1225-1230)

## Art
L'école Sena est connue pour ses miniatures.

## Sources
- (en) Students' Britannica India, par Dale Hoiberg, Indu Ramchandani.